# Pertinaks
Pertinaks, lat. Publius Helvius Pertinax (Alba Pompeia, 1. kolovoza 126. – Rim, 28. ožujka 193.), rimski car 193.
Navodno je i otac ostavio sinu nadimak Pertinaks. Riječ Pertinaks znači uporan, jer je dugo i uporno vodio radionicu za preradu vune. Kad se Pertinaks rodio, na krov majčine vile popeo se mladi konj. Kratko se zadržao i skočio dolje i uginuo. Otac je taj događaj ispričao jednom Kaldejcu, zvjezdoznancu i tumaču. Ovaj je predvidio za tek rođenog sina veliku i sjajnu budućnost. Pertinaksov otac je mislio da je bacio novac koji je dao za tumačenje tog znamenja. Sin sa sjnom budućnošću izrastao je u predavača gramatike. Kako u tom poslu nije bilo novca, odlučio se za vojnu karijeru. Pertinax se istakao u ratovima koji su se vodili na granicama carstva. Ratovao je u Siriji, Britaniji, na Dunavu i Rajni. Uzdigao se do zapovjednika legije. Dobio je senatsku čast, konzularno zapovijedništvo u Meziji, Daciji i Siriji. Ali kad je Komod došao na vlast uspon se zaustavio. Kad je Komod ubijen, Pertinaks je kao osoba s vojničkom slavom i neukaljan sudjelovanjem u Komodovim nedjelima bio logičan izbor za njegova nasljednika. Imperator je postao 31. prosinca kada je imao više od 60 godina.
| Prethodnik:         | Rimski carevi | Nasljednik:                   |
| Komod (180. – 192.) | Rimski carevi | Septimije Sever (193. – 211.) |

### Ostali projekti
|  | Zajednički poslužitelj ima stranicu o temi Pertinaks |